# Ismaïl Ouaddouh
Ismaïl Ouaddouh, né le 14 novembre 1994 à Utrecht aux Pays-Bas, est un joueur international néerlandais de futsal.

## Biographie

### Naissance, famille et débuts
Ismaïl Ouaddouh naît en 1994 à Utrecht aux Pays-Bas au sein d'une famille marocaine originaire de Boured, un village situé à quelques kilomètres de Taza[réf. nécessaire]. Grandi dans un environnement familial de sportifs, il est le frère d'Aboubakr Ouaddouh et le cousin de Youssef Makraou.
Très jeune, le joueur s'inspire des joueurs de football tel que Zinédine Zidane, Cristiano Ronaldo, Lionel Messi ou encore Ronaldinho. Il intègre le centre de formation du PSV Eindhoven à l'âge de dix ans, mais arrête le grand football à l'âge de dix-sept ans pour se convertir en joueur de futsal.

### En club
Ismaïl Ouaddouh fait ses débuts au niveau amateur de futsal en 2014 à Amsterdam au sein du club ZVV 't Knooppunt. Avec ce club, il remporte le championnat néerlandais, la Coupe des Pays-Bas, la Supercoupe des Pays-Bas et participe à la Ligue des champions de futsal. Après que le club du ZVV 't Knooppunt est supprimé par la fédération néerlandaise de football, Ismaïl Ouaddouh s'engage alors directement au FCK De Hommel en D1 néerlandaise.
Le 18 juin 2022, il s'engage pour trois saisons au Celtic FD Visé en D2 belge. Auteur d'une excellente saison 2022-23 en étant un élément clé de l'effectif, il parvient à remporter le championnat et à assurer une place en première division pour la saison prochaine,. Ce sacre suit après une victoire remarquable de 1-17 face au FT Tongeren.
Le 31 décembre 2023, il révèle quitter le Celtic FD Visé via une publication Facebook.

### En équipe nationale
Le 16 novembre 2013, il reçoit sa première sélection avec l'équipe des Pays-Bas espoirs en compagnie de son coequipier en club Anass El Ghanouti.
Le 21 septembre 2020, Ismaïl Ouaddouh reçoit sa première convocation de Max Tjaden avec l'équipe des Pays-Bas pour un stage de préparation à Zeist.
Le 16 août 2022, il reçoit une première convocation de Hicham Dguig pour un stage de préparation à Maâmoura au Complexe Mohammed VI. Lors de ce stage, il dispute un match amical face à Ksar El Kebir dans lequel il marque un but sur coup franc (match nul, 2-2).
Le 8 septembre 2022, il est appelé pour prendre part à la Coupe des confédérations de futsal à Bangkok en Thaïlande. La Thaïlande, le Mozambique, le Maroc, l'Iran, la Finlande et le Vietnam sont les seuls participants. Le 11 septembre 2022, il participe au premier match de groupe face à la Thaïlande (match nul, 2-2). Le 12 septembre, il participe au deuxième match face au Mozambique (victoire, 4-2), se qualifiant ainsi pour les demi-finales face à la Finlande. Le 15 septembre 2022, il remporte la victoire sur une victoire de 4-1 face aux Finlandais. Le 16 septembre 2022, il est vainqueur de la compétition grâce à une victoire de 3-2 face aux Iraniens, dans lequel il est buteur sur coup franc en deuxième mi-temps,.
Le 21 décembre 2022, il inscrit un but dans une rencontre amicale l'opposant à la Lettonie (victoire, 9-2).
Il est sélectionné pour participer au mois de mars 2023 à deux doubles confrontations amicales, contre l'Irak et l'Estonie,.
Ismail Ouaddouh qui bénéficie de peu de temps jeu avec le Maroc, décide finalement de changer de sélection pour celle des Pays-Bas. Il reçoit en août 2023 une convocation de la part de Miguel Andrés Moreno pour disputer le tour élite des qualifications de la Coupe du monde 2024.
En avril 2024, il prend part à une double confrontation avec les Pays-Bas contre la Finlande dans le cadre des éliminations pour une place en Coupe du monde 2024. Il finit par se qualifier lors du match retour à Vantaa après une séance de tirs au but (match nul, 4-4),. Il s'agit alors d'une première qualification en 24 ans,.

### Statistiques
Le tableau suivant liste les rencontres de l'équipe du Maroc auxquelles Ismaïl Ouaddouh a pris part depuis le 11 septembre 2022 :

## Palmarès
- 2016 : Champion des Pays-Bas avec le ZVV 't Knooppunt[20]
- 2016 : Champion du BeNeLux avec le ZVV 't Knooppunt
- 2017 : Champion des Pays-Bas avec le ZVV 't Knooppunt
- 2017 : Finaliste de la Coupe des Pays-Bas avec le ZVV 't Knooppunt
- 2018 : Vice-champion des Pays-Bas avec le ZVV 't Knooppunt[21]
- 2022 : Vainqueur de la Coupe des confédérations de futsal à Bangkok avec le Maroc[22]
- 2023 : Champion de la D2 belge de futsal avec le Celtic FD Visé[4]
- 2023 : Vainqueur du Lion belge dans la catégorie futsal[23]
- 2024 : Vainqueur de la Coupe du monde de Street Foot à Riga